# Plesionika sindoi
Plesionika sindoi är en kräftdjursart som först beskrevs av M. J. Rathbun 1906.  Plesionika sindoi ingår i släktet Plesionika och familjen Pandalidae. Inga underarter finns listade i Catalogue of Life.